# Scytodes jousseaumei
Scytodes jousseaumei là một loài nhện trong họ Scytodidae.
Loài này thuộc chi Scytodes. Scytodes jousseaumei được Eugène Simon miêu tả năm 1907.